# Salvatore Sirigu
Salvatore Sirigu (Nuoro, provincia de Nuoro, 12 de enero de 1987) es un futbolista italiano. Juega de portero en el Palermo F. C. de la Serie B.

## Trayectoria
El 28 de julio de 2011 firmó un contrato por cuatro años con el club francés París Saint-Germain por una transferencia de 3.5 millones de euros. En agosto de ese mismo año, durante su primer mes con el club Parisino, el guardameta fue nombrado por los seguidores del club como el mejor jugador del mes después de Javier Pastore y Kevin Gameiro, indicando una rápida adaptación a sus nuevos entornos.
Rápidamente inició la competencia del nuevo fichaje Nicolas Douchez para convertirse en el portero número uno del 27 de enero de 2013, Sirigu rompió el récord de Bernard Lama de más minutos sin recibir gol para un portero del PSG en la Ligue 1 (697 minutos). Luego en 2015 después de la llegada de Kevin Trapp, Sirigu se quedaría toda la temporada en el banquillo tan solo jugando unos partidos de la Champions League, en 2016 fue cedido del PSG al Sevilla donde solo jugó dos partidos de liga y una de copa.
En el mercado invernal de la temporada 2016-17 recaló en las filas del C. A. Osasuna en calidad de cedido. El 27 de junio de 2017 fue fichado por el Torino F. C.
El 3 de agosto de 2021 se confirmó su llegada al Genoa C. F. C. por un costo gratuito, ya que unos días atrás había rescindido su contrato con el Torino F. C. Al año siguiente se fue a la S. S. C. Napoli, equipo en el que estuvo media temporada antes de recalar en la ACF Fiorentina en enero.
En Florencia jugó un par de encuentros antes de sufrir una lesión en el tendón de Aquiles en el mes de marzo. Al final de temporada se quedó sin equipo y en septiembre regresó a Francia después de firmar por el O. G. C. Niza. Allí estuvo cuatro meses y en enero de 2024 fichó por el Fatih Karagümrük S. K.
El 24 de agosto de 2024 se hizo oficial su vuelta al Palermo F. C. con un contrato hasta junio de 2025.

## Selección nacional
Fue internacional con la selección de fútbol de Italia en 28 ocasiones. Debutó el 10 de agosto de 2010, en un encuentro amistoso ante la selección de Costa de Marfil que finalizó con marcador de 1-0 a favor de los marfileños. El 13 de mayo de 2014 el entrenador de la selección italiana, Cesare Prandelli, lo incluyó en la nómina preliminar de 30 jugadores convocados para la Copa Mundial de Fútbol de 2014. Fue confirmado en la lista definitiva de 23 jugadores el 1 de junio.

### Participaciones en Copas del Mundo
| Mundial                        | Sede   | Resultado    |
| ------------------------------ | ------ | ------------ |
| Copa Mundial de Fútbol de 2014 | Brasil | Primera fase |

### Participaciones en Eurocopas
| Eurocopa                | Sede              | Resultado        |
| ----------------------- | ----------------- | ---------------- |
| Eurocopa Sub-21 de 2009 | Suecia            | Semifinal        |
| Eurocopa 2012           | Polonia y Ucrania | Subcampeón       |
| Eurocopa 2016           | Francia           | Cuartos de final |
| Eurocopa 2020           | Europa            | Campeón          |

### Participaciones en Copas FIFA Confederaciones
| Copa                           | Sede   | Resultado     |
| ------------------------------ | ------ | ------------- |
| Copa FIFA Confederaciones 2013 | Brasil | Tercer puesto |

## Clubes y estadísticas
Actualizado al último partido jugado el 31 de agosto de 2014.
| Club                        | Temporada           | Div.                | Liga | Liga | Liga | Copas nacionales * | Copas nacionales * | Copas nacionales * | Copas internacionales ** | Copas internacionales ** | Copas internacionales ** | Total | Total | Total |
| Club                        | Temporada           | Div.                | PJ   | GP   | AI   | PJ                 | GP                 | AI                 | PJ                       | GP                       | AI                       | PJ    | GP    | AI    |
| --------------------------- | ------------------- | ------------------- | ---- | ---- | ---- | ------------------ | ------------------ | ------------------ | ------------------------ | ------------------------ | ------------------------ | ----- | ----- | ----- |
| U. S. Palermo · Italia      | 2006-07             | 1.ª                 | 0    | 0    | 0    | 1                  | 1                  | 0                  | 1                        | 3                        | 0                        | 2     | 4     | 0     |
| U. S. Palermo · Italia      | Total               | Total               | 0    | 0    | 0    | 1                  | 1                  | 0                  | 1                        | 3                        | 0                        | 2     | 4     | 0     |
| U. S. Cremonese · Italia    | 2007-08             | 3.ª                 | 19   | ?    | ?    | 2                  | ?                  | ?                  | —                        | —                        | —                        | 21    | ?     | ?     |
| U. S. Cremonese · Italia    | Total               | Total               | 19   | ?    | ?    | 2                  | ?                  | ?                  | —                        | —                        | —                        | 21    | ?     | ?     |
| A. C. Ancona · Italia       | 2008-09             | 2.ª                 | 15   | 24   | 3    | 0                  | 0                  | 0                  | 0                        | 0                        | 0                        | 15    | 24    | 3     |
| A. C. Ancona · Italia       | Total               | Total               | 15   | 24   | 3    | 0                  | 0                  | 0                  | 0                        | 0                        | 0                        | 15    | 24    | 3     |
| U. S. Palermo · Italia      | 2009-10             | 1.ª                 | 32   | 39   | 10   | 1                  | 2                  | 0                  | —                        | —                        | —                        | 33    | 41    | 10    |
| U. S. Palermo · Italia      | 2010-11             | 1.ª                 | 37   | 62   | 6    | 5                  | 6                  | 2                  | 3                        | 6                        | 1                        | 45    | 74    | 9     |
| U. S. Palermo · Italia      | Total               | Total               | 69   | 101  | 16   | 6                  | 8                  | 2                  | 3                        | 6                        | 1                        | 78    | 115   | 19    |
| París Saint-Germain Francia | 2011-12             | 1.ª                 | 38   | 41   | 11   | 2                  | 1                  | 1                  | 1                        | 0                        | 1                        | 41    | 42    | 13    |
| París Saint-Germain Francia | 2012-13             | 1.ª                 | 33   | 16   | 23   | 0                  | 0                  | 0                  | 10                       | 8                        | 3                        | 43    | 24    | 26    |
| París Saint-Germain Francia | 2013-14             | 1.ª                 | 37   | 23   | 19   | 2                  | 2                  | 0                  | 10                       | 9                        | 3                        | 49    | 34    | 22    |
| París Saint-Germain Francia | 2014-15             | 1.ª                 | 34   | 29   | 12   | 1                  | 0                  | 1                  | 10                       | 15                       | 2                        | 45    | 44    | 15    |
| París Saint-Germain Francia | 2015-16             | 1.ª                 | 0    | 0    | 0    | 0                  | 0                  | 0                  | 0                        | 0                        | 0                        | 0     | 0     | 0     |
| París Saint-Germain Francia | Total               | Total               | 142  | 109  | 65   | 5                  | 3                  | 2                  | 31                       | 32                       | 9                        | 178   | 144   | 76    |
| Sevilla F. C. · España      | 2016-17             | 1.ª                 | 2    | 3    | 0    | 1                  | 1                  | 0                  | 0                        | 0                        | 0                        | 3     | 4     | 0     |
| Sevilla F. C. · España      | Total               | Total               | 2    | 3    | 0    | 1                  | 1                  | 0                  | 0                        | 0                        | 0                        | 3     | 4     | 0     |
| C. A. Osasuna · España      | 2016-17             | 1.ª                 | 18   | 52   | 1    | -                  | -                  | -                  | -                        | -                        | -                        | 18    | 52    | 1     |
| C. A. Osasuna · España      | Total               | Total               | 18   | 52   | 1    | -                  | -                  | -                  | -                        | -                        | -                        | 18    | 52    | 1     |
| Torino F. C. · Italia       | 2017-18             | 1.ª                 | 0    | 0    | 0    | 0                  | 0                  | 0                  | 0                        | 0                        | 0                        | 0     | 0     | 0     |
| Torino F. C. · Italia       | Total               | Total               | 0    | 0    | 0    | 0                  | 0                  | 0                  | 0                        | 0                        | 0                        | 0     | 0     | 0     |
| Total en su carrera         | Total en su carrera | Total en su carrera | 248  | 237  | 84   | 15                 | 13                 | 4                  | 35                       | 41                       | 10                       | 254   | 245   | 98    |

- (*) Copa Italia, Copa de Francia, Copa de la Liga de Francia, Supercopa de Francia y Copa del Rey
- (**) Liga Europea de la UEFA y Liga de Campeones de la UEFA
- Leyenda: PJ = Partidos Jugados, GP = Goles Permitidos, AI = Arco Invicto

## Palmarés

### Campeonatos nacionales
| Título                     | Club                | País    | Año     |
| -------------------------- | ------------------- | ------- | ------- |
| Ligue 1                    | Paris Saint-Germain | Francia | 2012-13 |
| Supercopa de Francia       | Paris Saint-Germain | Francia | 2013    |
| Copa de la Liga de Francia | Paris Saint-Germain | Francia | 2013-14 |
| Ligue 1                    | Paris Saint-Germain | Francia | 2013-14 |
| Supercopa de Francia       | Paris Saint-Germain | Francia | 2014    |
| Copa de la Liga de Francia | Paris Saint-Germain | Francia | 2014-15 |
| Ligue 1                    | Paris Saint-Germain | Francia | 2014-15 |
| Copa de Francia            | Paris Saint-Germain | Francia | 2014-15 |
| Supercopa de Francia       | Paris Saint-Germain | Francia | 2015    |
| Ligue 1                    | Paris Saint-Germain | Francia | 2015-16 |
| Copa de la Liga de Francia | Paris Saint-Germain | Francia | 2015-16 |
| Copa de Francia            | Paris Saint-Germain | Francia | 2015-16 |
| Supercopa de Francia       | Paris Saint-Germain | Francia | 2016    |

### Campeonatos internacionales
| Título   | Club (*)            | Sede   | Año  |
| -------- | ------------------- | ------ | ---- |
| Eurocopa | Selección de Italia | Europa | 2020 |

(*) Incluyendo la selección.

### Distinciones individuales
| Distinción                       | Año     |
| -------------------------------- | ------- |
| Guardameta del Año en la Ligue 1 | 2012-13 |
| Equipo del Año en la Ligue 1     | 2012-13 |
| Guardameta del Año en la Ligue 1 | 2013-14 |
| Equipo del Año en la Ligue 1     | 2013-14 |